# Mascarenhas
Domingos António da Silva – detto Mascarenhas – (Vila Salazar, 28 aprile 1937 – Lisbona, 25 agosto 2015) è stato un calciatore portoghese, di ruolo attaccante.

## Carriera
Nato in Angola, all'epoca territorio facente parte dell'Impero portoghese, ha militato in vari club della Primeira Liga. Ha vestito la maglia Sporting Lisbona dal 1962 al 1965, disputando complessivamente 107 partite e mettendo a segno 80 gol, vincendo la Coppa delle Coppe 1963-1964 e la Taça de Portugal nel 1963.
Nella Coppa delle Coppe vinta con la squadra lusitana è stato il capocannoniere della competizione, grazie alle 11 reti realizzate. In quell'edizione ha realizzato inoltre sei gol nella partita Sporting Lisbona-APOEL Nicosia (16-1), stabilendo un record nelle competizioni internazionali UEFA eguagliato solamente da Kiril Milanov nell'edizione 1976-1977.

## Palmarès

### Club

#### Competizioni nazionali
- Coppa del Portogallo: 2

Benfica: 1958-1959
Sporting CP: 1962-1963
- Segunda Divisão: 2

Barreirense: 1959-1960, 1961-1962

#### Competizioni internazionali
- Coppa delle Coppe: 1

Sporting CP: 1963-1964

### Individuale
- Capocannoniere della Coppa delle Coppe: 1

1963-1964 (11 gol)